# Verbrennungsdreieck

Verbrennungsdreieck

Das Verbrennungsdreieck (Branddreieck) ist ein Begriff aus der Verbrennungslehre. Mit Hilfe des Verbrennungsdreiecks stellt man die Bedingungen dar, die notwendig sind, damit ein Feuer entsteht bzw. brennt. Wichtig ist, dass alle Bedingungen zeitlich und räumlich zusammentreffen (zeitliche und räumliche Koinzidenz).
Die drei Bedingungen, dargestellt als Verbrennungsdreieck, sind:
- Brennbarer Stoff
- Sauerstoff
- Zündenergie (Wärme, mechanische Funken, Elektrizität)

Da auch das Mischungsverhältnis dieser drei Bedingungen notwendig für das Starten des Verbrennungsvorganges ist, wird diese Voraussetzung als vierte Grundbedingung bezeichnet. Eine einheitliche Darstellung (als Verbrennungsviereck, als vier tragende Säulen, …) existiert jedoch nicht.

## Brandtetraeder

Der Brandtetraeder

Die drei Faktoren des Verbrennungsdreieckes, für sich betrachtet, würden noch nicht zu einem Brand führen. Alle drei Faktoren müssen räumlich und zeitlich zusammentreffen, und es muss eine selbsterhaltende chemische Kettenreaktion entstehen, um den Verbrennungsprozess zu erhalten. In der englischsprachigen Ausbildungsliteratur der Feuerwehren ist daher das Verbrennungsdreieck auf ein dreidimensionales Modell, den sogenannten Brandtetraeder, erweitert worden.
Die Erweiterung des Verbrennungsdreiecks findet mittlerweile Eingang in die Fachliteratur im deutschen Feuerwehrwesen, da die Prozesse und Zusammenhänge während eines Brandes mit dem Brandtetraeder umfangreicher erläutert werden können.
Im abwehrenden Brandschutz macht man sich diese Erkenntnisse zunutze und löscht, indem man darauf hinwirkt, eine oder mehrere der folgenden Bedingungen auszuschalten:
- Vermeidung der Lagerung von brennbaren Materialien an kritischen Stellen.
- Die Zufuhr von Luftsauerstoff wird unterbunden, beispielsweise durch die Installation von Brandschutztüren oder Gaslöschanlagen.
- Der sogenannte antikatalytische Löscheffekt kommt bei den Brandklassen B und C, meistens Flammenbrände, zum Tragen und ist die Hauptlöschwirkung bei den Löschmitteln Pulver und Halon.

Ein zusätzlicher, die Verbrennung beeinflussender Faktor sind Katalysatoren. Sie setzen die Aktivierungsenergie herab, die für den Start der chemischen Reaktion erforderlich ist. Die Geschwindigkeit der Verbrennung ändert sich dadurch aber nicht.